# Mina (Iloilo)
Pour les articles homonymes, voir Mina.
Mina est une municipalité de la province d'Iloilo, aux Philippines. En 2015, la localité compte 23 546 habitants.